# Manuel Tolosa Latour
Manuel de Tolosa Latour (1857-1919) fue un médico pediatra y escritor español, miembro de número de la Real Academia Nacional de Medicina desde 1900.

## Biografía
Nacido en Madrid el 8 de agosto de 1857, fue doctor en Medicina e individuo de número de la Real Academia Nacional de Medicina y autor de numerosas obras científicas y literarias, entre las que destacaron las relacionadas con la niñez. Así, llegó a presidir la Sociedad Frenopática Española, y fue secretario de la Sociedad Protectora de los Niños, de Madrid, y de las similares de Cuba y de París. También promovió la creación de “Sanatorios Marinos” para niños, en Trillo (Guadalajara), Chipiona (Cádiz), y otro de montaña en Madrid.

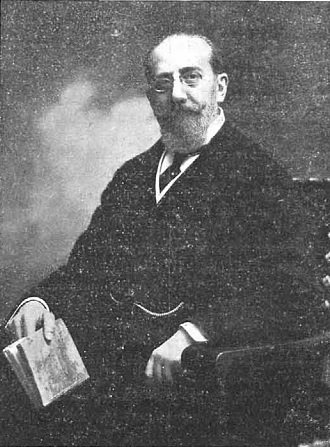
Fotografiado por Kaulak (La Ilustración Española y Americana, 1917)

Escribió en publicaciones periódicas como El Diario Médico (1882), Genio Médico-Quirúrgico (1881), El Siglo Médico, La Medicina Contemporánea (1884), La Ilustración Española y Americana, Revista Contemporánea, Anales de Ciencias Médicas, Semanario Farmacéutico, Revista Europea, La Ilustración Católica, La Niñez, El Día, Boletín de la Academia Médico-Quirúrgica, Revista de Medicina y Cirugía Prácticas, La Pluma y la Espada (1902), ABC (1903), Pluma y Lápiz o El Liberal (1903), entre otras. Fue director de La Madre y el Niño y El Hospital de los Niños. Amigo de Benito Pérez Galdós, mantuvo correspondencia epistolar con este, y fue miembro del Ateneo de Madrid.
Usó la firma de «El Doctor Fausto» para firmar varios de sus trabajos, además de otras como «Lamparilla»,  «Modesto Anuella»,  «Tomás E. Anullo»,  «Víctor Ferrer»,  «Un Médico de Esta Corte» o  «Doctor Veritas». Casado con la actriz Elisa Mendoza Tenorio, falleció en su casa de la calle Atocha en 1919, el día 12 de junio. En 1925 se inauguró un monumento escultórico en honor suyo en el Parque del Retiro de Madrid, obra de José Ortells. Fue padre del también pediatra Manuel Tolosa-Latour (1906-1967).